# WrestleMania
WrestleMania là một sự kiện pay-per-view đấu vật được tổ chức hằng năm bởi World Wrestling Entertainment từ năm 1985. Nó được quảng bá là sự kiện lớn nhất của tổ chức này.
WrestleMania có ý nghĩa quan trọng đối với WWE, tương tự như Super Bowl đối với NFL, vì nó là sự kiện quan trọng nhất trong năm của ngành thể thao giải trí này. Đây là sự kiện lớn nhất và lâu đời nhất trong số các sự kiện đô vật lớn được tổ chức trên thế giới và được coi là "Bố già của tất cả", hay "Tượng đài bất tử của tất cả".
WrestleMania, Royal Rumble, SummerSlam, và Survivor Series là 4 sự kiện pay-per-view đầu tiên được WWE tổ chức vào mỗi năm. Từ năm 2004 đến 2006, đây là 4 sự kiện duy nhất có sự tham gia của cả RAW và SmackDown!, và tới năm 2006 thì có thêm ECW. Undertaker là người có kỉ lục trận thắng dài nhất với con số kỉ lục 25-2 và có một chuỗi bất bại là 21-0. Seth Rollins là người đầu tiên dùng vali Money in the Bank thành công tại WrestleMania 31 và là đô vật duy nhất dùng vali giữa trận đấu. WrestleMania 32 đạt kỉ lục số khán giả nhiều nhất với 101.763 người. The Rock là người có trận thắng nhanh nhất tại WrestleMania 32 khi chỉ sau 6 giây.
Thành công rộng rãi của WrestleMania đã giúp chuyển đổi đấu vật chuyên nghiệp. Sự kiện thường niên đã tạo điều kiện cho một số đô vật WWE hàng đầu vươn lên thành ngôi sao. Những người nổi tiếng như Aretha Franklin, Cyndi Lauper, Muhammad Ali, Mr. T, Mike Tyson, Donald Trump, Floyd Mayweather Jr., Snoop Dogg, Ronda Rousey, Rob Gronkowski, Shaquille O'Neal và Bad Bunny, trong số nhiều người khác, đã xuất hiện đặc biệt trong các sự kiện, với một số tham gia vào các trận đấu. Bản thân Rousey sau đó trở thành đô vật WWE và là một trong ba người phụ nữ cùng với Charlotte Flair, và là người chiến thắng cuối cùng của trận đấu, Becky Lynch để thi đấu trong trận đấu đầu tiên của nữ giành đai vô địch tại WrestleMania 35 vào năm 2019.
WrestleMania duy nhất trong lịch sử của sự kiện không được phát sóng trực tiếp và được tổ chức mà không có người hâm mộ tham dự là WrestleMania 36 vào năm 2020 do đại dịch COVID-19; đó là sự kiện đấu vật chuyên nghiệp lớn đầu tiên bị ảnh hưởng bởi đại dịch. Đây cũng là lần đầu tiên được tổ chức trong hai đêm. WrestleMania 37 vào năm 2021 là sự kiện đầu tiên của WWE có người hâm mộ tham dự trong thời gian xảy ra đại dịch, mặc dù sức chứa của địa điểm đã giảm, trước khi WWE tiếp tục chuyến lưu diễn trực tiếp vào tháng 7 năm đó với số lượng khán giả đông hơn.

## Tổ chức
| #  | Sự kiện              | Ngày      | Nơi tổ chúc                 | Địa điểm                               | Số lượng khán giả | Trân đấu tâm điểm |
| -- | -------------------- | --------- | --------------------------- | -------------------------------------- | ----------------- | --- |
| 1  | WrestleMania         | 31/3/1985 | Thành phố New York          | Madison Square Garden                  | 19,121            | Hulk Hogan và Mr. T vs Roddy Piper và Paul Orndorff với Muhammad Ali và Pat Patterson là trọng tài khách mời                                                                              |
| 2  | WrestleMania 2       | 7/4/1986  | Uniondale, New York         | Nassau Coliseum                        | 16,585            | Mr. T vs Roddy Piper trong trận đấu boxing |
| 2  | WrestleMania 2       | 7/4/1986  | Rosemont, Illinois          | Rosemont Horizon                       | 9,000             | Greg Valentine và Brutus Beefcake (c) vs The British Bulldogs (Davey Boy Smith và Dynamite Kid) tranh đai WWF Tag Team Championship                                                       |
| 2  | WrestleMania 2       | 7/4/1986  | Los Angeles, California     | Los Angeles Memorial Sports Arena      | 14,500            | Hulk Hogan (c) vs King Kong Bundy trong trận đấu Steel Cage tranh đai WWF World Heavyweight Championship                                                                                  |
| 3  | WrestleMania III     | 29/3/1987 | Pontiac, Michigan           | Pontiac Silverdome                     | 93,173            | Hulk Hogan (c) vs André the Giant tranh đai WWF World Heavyweight Championship |
| 4  | WrestleMania IV      | 27/3/1988 | Atlantic City, New Jersey   | Historic Atlantic City Convention Hall | 18,165            | Randy Savage vs Ted DiBiase tranh đai WWF World Heavyweight Championship |
| 5  | WrestleMania V       | 2/4/1989  | Atlantic City, New Jersey   | Historic Atlantic City Convention Hall | 18,946            | Randy Savage (c) vs Hulk Hogan tranh đai WWF World Heavyweight Championship |
| 6  | WrestleMania VI      | 1/4/1990  | Toronto, Ontario, Canada    | SkyDome                                | 67,678            | Hulk Hogan (WWF) vs The Ultimate Warrior (Intercontinental) trong trận đấu Winner Takes All tranh đai WWF World Heavyweight Championship và WWF Intercontinental Heavyweight Championship |
| 7  | WrestleMania VII     | 24/3/1991 | Los Angeles, California     | Los Angeles Memorial Sports Arena      | 16,158            | Sgt. Slaughter (c) vs Hulk Hogan tranh đai WWF Championship |
| 8  | WrestleMania VIII    | 5/4/1992  | Indianapolis, Indiana       | Hoosier Dome                           | 62,167            | Hulk Hogan vs Sid Justice |
| 9  | WrestleMania IX      | 4/4/1993  | Paradise, Nevada            | Caesars Palace                         | 16,891            | Yokozuna (c) vs Hulk Hogan tranh đai WWF Championship |
| 10 | WrestleMania X       | 20/3/1994 | New York City               | Madison Square Garden                  | 19,444            | Yokozuna (c) vs Bret Hart tranh đai WWF Championship với Roddy Piper là trọng tài khách mời                                                                                               |
| 11 | WrestleMania XI      | 2/4/1995  | Hartford, Connecticut       | Hartford Civic Center                  | 16,305            | Bam Bam Bigelow vs Lawrence Taylor với Pat Patterson là trọng tài khách mời |
| 12 | WrestleMania XII     | 31/3/1996 | Anaheim, California         | Arrowhead Pond of Anaheim              | 18,853            | Bret Hart (c) vs Shawn Michaels trong trận đấu 60 phút Iron Man tranh đai WWF Championship                                                                                                |
| 13 | WrestleMania 13      | 23/3/1997 | Rosemont, Illinois          | Rosemont Horizon                       | 18,197            | Sycho Sid (c) vs The Undertaker trong trận đấu No Disqualification tranh đai WWF Championship                                                                                             |
| 14 | WrestleMania XIV     | 29/3/1998 | Boston, Massachusetts       | FleetCenter                            | 19,028            | Shawn Michaels (c) vs Stone Cold Steve Austin tranh đai WWF Championship với Mike Tyson là trọng tài khách mời                                                                            |
| 15 | WrestleMania XV      | 28/3/1999 | Philadelphia, Pennsylvania  | First Union Center                     | 19,514            | The Rock (c) vs Stone Cold Steve Austin trong trận đấu No Disqualification tranh đai WWF Championship với Mankind là trọng tài khách mời                                                  |
| 16 | WrestleMania 2000    | 2/4/2000  | Anaheim, California         | Arrowhead Pond                         | 18,034            | Triple H (c) vs The Rock vs Big Show vs Mick Foley trong trận đấu Fatal four-way elimination tranh đai WWF Championship                                                                   |
| 17 | WrestleMania X-Seven | 1/4/2001  | Houston, Texas              | Reliant Astrodome                      | 67,925            | The Rock (c) vs Stone Cold Steve Austin trong trận đấu No Disqualification tranh đai WWF Championship                                                                                     |
| 18 | WrestleMania X8      | 17/3/2002 | Toronto, Ontario, Canada    | SkyDome                                | 68,237            | Chris Jericho (c) vs Triple H tranh đai Undisputed WWF Championship |
| 19 | WrestleMania XIX     | 30/3/2003 | Seattle, Washington         | Safeco Field                           | 54,097            | Kurt Angle (c) vs Brock Lesnar tranh đai WWE Championship |
| 20 | WrestleMania XX      | 14/3/2004 | New York City               | Madison Square Garden                  | 20,000            | Triple H (c) vs Chris Benoit vs Shawn Michaels trong trận đấu tay ba tranh đai World Heavyweight Championship                                                                             |
| 21 | WrestleMania 21      | 3/4/2005  | Los Angeles, California     | Trung tâm Staples                      | 20,193            | Triple H (c) vs Batista tranh đai World Heavyweight Championship |
| 22 | WrestleMania 22      | 2/4/2006  | Rosemont, Illinois          | Allstate Arena                         | 17,159            | John Cena (c) vs Triple H tranh đai WWE Championship |
| 23 | WrestleMania 23      | 1/4/2007  | Detroit, Michigan           | Ford Field                             | 80,103            | John Cena (c) vs Shawn Michaels tranh đai WWE Championship |
| 24 | WrestleMania XXIV    | 30/3/2008 | Orlando, Florida            | Florida Citrus Bowl                    | 74,635            | Edge (c) vs The Undertaker tranh đai World Heavyweight Championship |
| 25 | WrestleMania 25      | 5/4/2009  | Houston, Texas              | Sân vận động Reliant                   | 72,744            | Triple H (c) vs Randy Orton tranh đai WWE Championship |
| 26 | WrestleMania XXVI    | 28/3/2010 | Glendale, Arizona           | Sân vận động Đại học Phoenix           | 72,219            | The Undertaker vs Shawn Michaels trong trận đấu No Disqualification Streak vs Career |
| 27 | WrestleMania XXVII   | 3/4/2011  | Atlanta, Georgia            | Georgia Dome                           | 71,617            | The Miz (c) vs John Cena tranh đai WWE Championship |
| 28 | WrestleMania XXVIII  | 1/4/2012  | Miami Gardens, Florida      | Sân vận động Sun Life                  | 78,363            | John Cena vs The Rock |
| 29 | WrestleMania 29      | 7/4/2013  | East Rutherford, New Jersey | Sân vận động MetLife                   | 80,676            | The Rock (c) vs John Cena tranh đai WWE Championship |
| 30 | WrestleMania XXX     | 6/4/2014  | New Orleans, Louisiana      | Mercedes-Benz Superdome                | 75,167            | Randy Orton (c) vs Batista vs Daniel Bryan trong trận đấu tay ba tranh đai WWE World Heavyweight Championship                                                                             |
| 31 | WrestleMania 31      | 29/3/2015 | Santa Clara, California     | Sân vận động Levi's                    | 76,976            | Brock Lesnar (c) vs Roman Reigns vs Seth Rollins trong trận đấu tay ba tranh đai WWE World Heavyweight Championship                                                                       |
| 32 | WrestleMania 32      | 3/4/2016  | Arlington, Texas            | Sân vận động AT&T                      | 101,763           | Triple H (c) vs Roman Reigns tranh đai WWE World Heavyweight Championship |
| 33 | WrestleMania 33      | 2/4/2017  | Orlando, Florida            | Sân vận động Camping World             | 75,245            | The Undertaker vs Roman Reigns trong trận đấu No Holds Barred |
| 34 | WrestleMania 34      | 8/4/2018  | New Orleans, Louisiana      | Mercedes-Benz Superdome                | 78,133            | Brock Lesnar (c) vs Roman Reigns tranh đai WWE Universal Championship |
| 35 | WrestleMania 35      | 7/4/2019  | East Rutherford, New Jersey | Sân vận động MetLife                   | 82,265            | Ronda Rousey (Raw) vs Charlotte Flair (SmackDown) vs Becky Lynch trong trận đấu Winner takes all tay ba tranh đai WWE Raw Women's Championship và WWE SmackDown Women's Championship      |
| 36 | WrestleMania 36      | 4/4/2020  | Orlando, Florida            | WWE Performance Center                 | 0                 | The Undertaker vs AJ Styles trong trận đấu Boneyard |
| 36 | WrestleMania 36      | 5/4/2020  | Orlando, Florida            | WWE Performance Center                 | 0                 | Brock Lesnar (c) vs Drew McIntyre tranh đai WWE Championship |
| 37 | WrestleMania 37      | 10/4/2021 | Tampa, Florida              | Sân vận động Raymond James             | 25,675            | Sasha Banks (c) vs Bianca Belair tranh đai WWE SmackDown Women's Championship |
| 37 | WrestleMania 37      | 11/4/2021 | Tampa, Florida              | Sân vận động Raymond James             | 25,675            | Roman Reigns (c) vs Edge vs Daniel Bryan trong trận đấu Triple Threat tranh đai WWE Universal Championship                                                                                |
| 38 | WrestleMania 38      | 2/4/2022  | Arlington, Texas            | Sân vận động AT&T                      | 77,899            | Kevin Owens vs Stone Cold Steve Austin trong trận đấu No Holds Barred |
| 38 | WrestleMania 38      | 3/4/2022  | Arlington, Texas            | Sân vận động AT&T                      | 78,453            | Brock Lesnar (WWE Championship) vs Roman Reigns (WWE Universal Championship) trong trận đấu Winner Takes All                                                                              |
| 39 | WrestleMania 39      | 1/4/2023  | Inglewood, California       | Sân vận động SoFi                      | 80,497            | The Usos (Jey Uso và Jimmy Uso) (c) vs Kevin Owens và Sami Zayn tranh đai Undisputed WWE Tag Team Championship                                                                            |
| 39 | WrestleMania 39      | 2/4/2023  | Inglewood, California       | Sân vận động SoFi                      | 81,395            | Roman Reigns (c) vs Cody Rhodes tranh đai Undisputed WWE Universal Championship |
| 40 | WrestleMania XL      | 6/4/2024  | Philadelphia, Pennsylvania  | Lincoln Financial Field                | 72,543            | The Bloodline (The Rock và Roman Reigns) vs. Cody Rhodes và Seth "Freakin" Rollins |
| 40 | WrestleMania XL      | 7/4/2024  | Philadelphia, Pennsylvania  | Lincoln Financial Field                | 72,755            | Roman Reigns (c) vs. Cody Rhodes trong trận đấu Bloodline Rules tranh đai Undisputed WWE Universal Championship                                                                           |
| 41 | WrestleMania 41      | 19/4/2025 | Paradise, Nevada            | Sân vận động Allegiant                 | TBD               | TBA |
| 41 | WrestleMania 41      | 20/4/2025 | Paradise, Nevada            | Sân vận động Allegiant                 | TBD               | TBA |
| 42 | WrestleMania 42      | 4/2026    | Indianapolis, Indiana       | Sân vận động Lucas Oil                 | TBD               | TBA |
| 42 | WrestleMania 42      | 4/2026    | Indianapolis, Indiana       | Sân vận động Lucas Oil                 | TBD               | TBA |